# Centro del Lobo Ibérico de Castilla y León
El Centro del Lobo Ibérico de Castilla y León es un complejo educativo ubicado en la localidad española de Robledo, perteneciente al municipio de Puebla de Sanabria, en la zona noroccidental de la provincia de Zamora, comunidad autónoma de Castilla y León. Fue inaugurado en octubre de 2015.

## Descripción
Está situado en un Monte de Utilidad Pública con una superficie de 21 ha. La mayor parte de este espacio está ocupado por un pinar de repoblación aunque también hay bosquetes de roble melojo, abedules y alisos, junto con matorral húmedo y pastizales en las orillas de los arroyos y en los fondos de valle.
El centro de interpretación es una edificación de 1800 m², obra de Leocadio Peláez, integrada con el entorno que recuerda elementos patrimoniales asociados al lobo. En sus espacios expositivos se da a conocer la convivencia entre personas y lobos a través de audiovisuales, sonidos ambientales, piezas arqueológicas y etnográficas, textos, salas de proyecciones y didácticas. 
Además, el complejo cuenta con dos recintos vallados en los que se alojan ejemplares de lobo ibérico, nacidos en cautividad o rescatados del medio natural, en régimen de semilibertad, para que puedan ser observados por los visitantes. Estos disponen de varias sendas peatonales y tres observatorios elevados para acercarse a los ejemplares.